# Paars kabinet
Met de term paars kabinet wordt een kabinet bedoeld dat is samengesteld uit liberale partijen en sociaaldemocratische partijen, zonder deelname van christendemocraten.
Deze naam is te verklaren doordat paars de politieke mengkleur is van het (in Nederland en België) blauwe liberalisme en de rode sociaaldemocratie.

## Nederland
De kabinetten Kok I (1994-1998) en Kok II (1998-2002), beide gevormd door PvdA, VVD en D66 en het kabinet-Rutte II  worden paars genoemd. Omdat sinds 1918 in alle kabinetten christendemocraten vertegenwoordigd waren, zoals het CDA (voor 1980 met minstens een van de drie partijen, KVP, ARP en/of CHU), is een paars kabinet een bijzonderheid in de geschiedenis van de Nederlandse politiek. Het kabinet-Kok I was het eerste Nederlandse kabinet in tachtig jaar waarin geen confessionele partij zitting had.

### Voorgeschiedenis
Sinds 1976 kwamen in het Haagse Hotel Des Indes met een zekere regelmaat politici bijeen afkomstig uit de liberale en sociaaldemocratische partijen, het zogenaamde Des Indes-beraad. Onder leiding van Frank de Grave werd gefilosofeerd over de mogelijkheid om te komen tot een regering zonder christendemocraten. Men vond elkaar op niet-materiële zaken, maar bleef gescheiden op sociaal-economische onderwerpen. In de praktijk gaven die bij elke formatie weer de doorslag, en bleef een regering zonder het CDA lang een illusie.
Overigens had Zuid-Holland al sinds 1991 een paars provinciaal bestuur voordat het begrip in de landelijke politiek werd uitgevonden: na de verkiezingen van maart 1991 vonden PvdA, VVD en D66 elkaar op een programma en werd het CDA uit het college van Gedeputeerde Staten gehouden.
Toenmalig CDA-fractievoorzitter en ex-gedeputeerde Van der Meer stelde toen het nieuwe college van gedeputeerden zijn opwachting kwam maken over deze ongehoorde samenwerking dat "de democratie had verloren": "Rond het college hangt een sfeer van verontreiniging. Politieke milieuverontreiniging welteverstaan".
Het akkoord tussen PvdA, VVD en D66 zou echter een doelbewuste breuk zijn geweest met het streven naar consensus. "De problemen die zich op alle terreinen van de samenleving in de provincie voordoen vragen meer om duidelijke keuzes dan om breed gedragen compromissen", schreven de samenwerkende partijen in hun collegeprogramma.

### Paars-plus

De paarse partijen VVD, PvdA en D66 + GroenLinks

Na de Tweede Kamerverkiezingen van 2010 hadden de oude paarse partijen geen meerderheid behaald. Door GroenLinks toe te voegen aan de paarse combinatie PvdA-VVD-D66 ontstond een conceptcoalitie met een ruime meerderheid van 81 zetels in de Tweede Kamer, die bekend werd als paars-plus, paars-groen of paars III. Op dinsdag 20 juli maakte VVD-leider Mark Rutte in een persconferentie bekend dat er geen paars-pluskabinet zou komen. Het belangrijkste breekpunt was de mate van bezuinigingen. De VVD wilde minimaal 18 miljard bezuinigen, maar de overige paarse partijen vonden dit te veel. Andere knelpunten in de onderhandelingen waren de hypotheekrenteaftrek en de kilometerheffing. In de campagne voorafgaande aan de verkiezingen pleitten D66 en GroenLinks nog voor een dergelijke coalitie.

### Paars met de Bijbel
In september en begin oktober 2013, een jaar na de Tweede Kamerverkiezingen 2012, onderhandelden regeringspartijen VVD en PvdA met oppositiepartijen CDA, D66, GroenLinks, 50+, ChristenUnie en SGP over de begroting om daar een meerderheid voor te krijgen in de Eerste Kamer. Gedurende het verloop van deze onderhandelingen vielen (in deze volgorde) 50+, het CDA en GroenLinks af. Op 11 oktober bereikten de regeringspartijen en oppositiepartijen D66, ChristenUnie en SGP een begrotingsakkoord voor 2014. Deze gelegenheidscoalitie wordt in de media wel "Paars met de Bijbel" genoemd. Deze naam werd in het voorjaar van 2013 al geopperd toen dezelfde partijen reeds een Woonakkoord sloten. Een vergelijkbare term is de Staphorster variant.

## België
In België zijn er de paars-groene (liberalen, socialisten en groene partijen) regering-Verhofstadt I (1999-2003) en de paarse regering-Verhofstadt II (2003-2007). Op Vlaams niveau waren er tussen 1999 en 2004 de paars-groene Vlaamse regeringen Dewael I en Somers I.
Hoewel de term toen nog niet gebruikt werd, was ook de Regering-Van Acker IV liberaal-socialistisch, dus paars.